# Dizzy Reed
Dizzy Reed właściwie Darren Arthur Reed (ur. 18 czerwca 1963 w Hinsdale, Illinois) – amerykański klawiszowiec. Członkiem Guns N’ Roses został w 1990 roku jednak jego debiut sceniczny nastąpił w 1991 roku na festiwalu Rock in Rio.